# Gõ kiến nhỏ ngực đốm
Dendrocopos atratus là một loài chim trong họ Picidae.